# Bressanone Challenger
Il Bressanone Challenger è stato un torneo professionistico di tennis giocato su campi in terra rossa. Faceva parte dell'ATP Challenger Series. Si è giocato annualmente, dal 1999 al 2001, a Bressanone, in Alto Adige, in Italia.

## Albo d'oro

### Singolare
| Anno | Campione         | Finalista         | Punteggio     |
| ---- | ---------------- | ----------------- | ------------- |
| 2001 | Renzo Furlan     | Alessio Di Mauro  | 6–3, 6–1      |
| 2000 | František Čermák | Sergio Roitman    | 5–7, 6–4, 6–1 |
| 1999 | Gianluca Luddi   | Thierry Guardiola | 6–4, 6–4      |

### Doppio
| Anno | Campioni                          | Finalisti                         | Punteggio   |
| ---- | --------------------------------- | --------------------------------- | ----------- |
| 2001 | Massimo Bertolini Cristian Brandi | Stephen Huss Lee Pearson          | 7–5, 6–3    |
| 2000 | Jordan Kerr Damien Roberts        | Marcelo Charpentier Diego del Río | 7–6(3), 7–5 |
| 1999 | David Miketa Radovan Svetlík      | Manuel Jorquera Anthony Parun     | 7–5, 6–4    |